# Laurine Rousselet
Plantilla:Suppression Immédiate

Laurine Rousselet és una poeta i prosista d'expressió francesa nascuda el 31 de desembre de 1974 a Dreux. Col·labora amb diferents revistes culturals i dirigeix Les Cahiers de l'Approche (Quaderns de l'Apropament).

## Biografia
Laurine Rousselet va néixer a Dreux l'últim dia de 1974. Va arribar a París als divuit anys, cursant un temps estudis de lletres en la universitat de Paris III Sorbonne Nouvelle i, més assíduament, aquells de la ASFORED d'on surt en 1995 amb un diploma d'edició.
Laurine Rousselet va viure en Saint-Germain-lès-Corbeil en el departament de Essonne fins al 1981, any en què la seva família es va instal·lar al departament de Charente, ja que els seus pares hi havien sigut destinats (la seva mare era professora de matemàtiques i el seu pare professor de francès). Va ser alumne de l'institut Guez-de-Balzac de Angulema. Després se'n va anar cap a París el 1992 per a viure-hi abans de tornar a Angulema el 2014.

## Carrera
La primera trobada ocorre en 1998 amb l'Abdelhadi El Rharbi que toca l'ud mentre ella recita en públic, en particular en l'escenari del XXè Marché de la Poésie en juny del 2002, entre d'altres actuacions. Serà seguida per tres altres trobades decisives amb Hubert Haddad, Marcel Moreau i Bernard Noël.
En 1998, publica els seus primers poemes en la revista Digraphe. Un poemari, Tambour, segueix cinc anys més tard, inaugurant un període faust de creació i de col·laboracions artístiques intergenèriques. Marcel Moreau, el seu «més fidel i vell company», com li agrada dir, escriu el prefaci del seu segon poemari, Mémoire de sel, publicat l'any 2004 en versió bilingüe francès-àrab, –« és una Veu, ja una veu potent.», escriu el Marcel Moreau que nota que el vertigen presideix la seva escriptura. Laurine Rousselet serà la productora de l'emissió radiofònica «Marcel Moreau, le possédés des mots» en France Culture «Sur les Docks», gener del 2016.
En 2005, participa en la setmana de la francofonia a la Habana amb l'Arlette Albert-Birot i el Bernard Noël que se convertirà en un amic fidel. De retorn a París, aquest redacta, en la revista Le Marché des Lettres, una ressenya que revela definitivament la fama de Laurine Rousselet que desitja « reunir en una mateixa escansió el mot i la percepció, el primer escorxant el segon per restituir la vibració nerviosa en compte de fer-ne una imatge ». Com a señal d'agraiment, escriu l'article «Arlette Albert-Birot, un circuit en boucle» en L'Actualité Nouvelle-Aquitaine, el 6 de juliol del 2017.
En 2007, publica una prosa poètica –per primera vegada– L'été de la trente-et-unième, amb un valuós pròleg del Marcel Moreau. Laurine Rousselet tornarà a la Habana l'any de 2009 en el marc d'una Missió Stendhal. La llengua i l'ànima hispaniques li entren dins la medul·la. Escriu un article sobre els poemes mexicans de Bernard Noël en el n° 69 de Archipiélago i, sobretot, publica De l'or havanais, llibre inclassable que inaugura la seva escriptura política com sota l'efecte d'un cop de puny.
Les llengües altres, que no han deixat d'acompanyar-la des de les seves lectures públiques, exigeixen una acció segona, divulgadora: la traducció. En els dos sentits. Traduïda a l'àrab, al català i al castellà, es converteix en una promotora de traduccions al si de Les Cahiers de l'Approche, una revista de poesia bilingüe i trimestral, que dirigeix des del 2011, publicant succesisivament Fátima Rodríguez, Xavier Queipo, Cristina Peri Rossi, Maria Gracieta Besse, Ananda Devi, Joan Margarit, Stefanu Cesari, Ponç Pons, Claudia Azzola, Nuno Júdice i Jordi Julià.
Laurine Rousselet ha participat en diverses revistes culturals, entre les quals, Éclairs, la revista numérica del pol ALCA i L'Actualité Nouvelle-Aquitaine (premsa escrita) on s'han pujat una sèrie d'articles seus. Va produir una emissió radiofònica sobre l'Hubert Haddad, «Hubbert Haddad, géomètre de l'imaginaire. Les mesures démultipliées de l'art» en France Culture, Création on air, el 28 de desembre del 2017. Actualment treballa amb el Vincent Chaillet, ballarí primer del ballet de l'Òpera de París i l'Émile Biayenda, creador dels Tambours de Brazza.
Laurine Rousselet és a la Residència d'Escriptors de la Universitat d'Orléans des de l'any acadèmic 2019-2020.

## Premis literaris
2015: Naji Naaman's Literary Prize pour Syrie, ce proche ailleurs.

## Obres

### Poesia
- Tambour, Paris: Éditions Dumerchez, 2003.
- Mémoires de sel, (bilingue français-arabe, traduction Abed Azrié), Paris: Éditions L'Inventaire, 2004.
- Séquelles, Éditions Dumerchez, Paris, 2005.
- El Respir (bilingue français catalan, traduction Manuel Costa Pau), Gaüses: Llibres del Segle, 2008.
- Journal de l'attente, Plounéour-Ménez: Éditions Isabelle Sauvage, 2013.[8]
- Crisálida, Paris: Éditions L'Inventaire, 2013.
- nuit témoin, Isabelle Sauvage, 2016.[9]
- ruine balance, Isabelle Sauvage, 2019.[10]
- Barcelona, La Part Commune, 2020.[11]

### Obres de tirada limitada
- L'Ange Défunt, illustrations d'Hubert Haddad, Alain Lucien Benoît, Rochefort‑du‑Gard, 2003.
- Au jardin de la chair cernée, dessins de Thierry le Saëc, Languidic : La Canopée, 2008.
- Amaliamour, gravures d'Albert Woda, Reynès : Éditions de l'Eau, 2010.
- Faim et Faim, peintures de Guillaume Guintrand, Rennes : Éditions Approches, 2010.
- Vacarmes, photographies et collages d'Yves Piquet, Landerneau : Double Cloche, 2012.
- Ce matin six heures, gravures sur bois de Jacky Essirard, Angers : l'Atelier de Villemorge, 2013.
- tondo/tondi, Ouvrage collectif (Ascal, Freixe, Kerhoas, Piquet, Rougé), peintures originales d'Yves Piquet, Landerneau : Double Cloche, 2014.

### Relats
- L'été de la trente-et-unième, Mont-de Marsan : L'atelier des Brisants, 2007.
- De l'or havanais, Rennes : Éditions Apogée, 2010.
- La Mise en jeu, Éditions Apogée, Rennes, 2012.

### Altres
- Hasardismes, aphorismes, Éditions L'Inventaire, Paris, 2011.
- Syrie, ce proche ailleurs, essai-poésie, Paris : Éditions L'Harmattan, 2015.

### Emissions radiofòniques
(amb el François Teste), «Marcel Moreau», Collection Témoignages, Sur les docks, France Culture, 4 janvier 2016.
«Hubert Haddad, géomètre de l'imaginaire. Les mesures démultipliées de l'art», Création on air, France Culture, 28 de desembre del 2017.

### Articles i emissions radiofòniques sobre Laurine Rousselet
- « Laurine Rousselet, De l'or havanais », À plus d'un titre par Tewik Hakem, France Culture, mai 2010.
- « Laurine Rousselet: L'effractionnaire », Atelier de la création, France Culture, juin 2013.[12]
- « Laurine Rousselet, Journal de l'attente », Ca rime à quoi par Sophie Nauleau, France Culture, octobre 2013.[13]
- Michel Ménaché, « Journal de l'attente », Paris: Europe, 2014.
- Michel Ménaché, « Nuit témoin », Paris: Europe, 2016.
- Jean-Paul Gavard-Perret, Celle qui n'est pas sous influences, entretien avec Laurine Rousselet, du 23 juin 2016[14]
- Ramon Chao, « Syrie, ce proche ailleurs » http://www.medelu.org/Syrie-ce-proche-ailleurs Arxivat 2016-12-23 a Wayback Machine.;[archive]
- Amélie Amblard, « De l'or havanais », Montpellier: le Matricule des Anges, 2010.
- sobre « Syrie, ce proche ailleurs » : http://www.editions-harmattan.fr/index.asp?navig=catalogue&obj=livre&no=48806 [archive]
- sobre « Nuit témoin »: http://pierre.campion2.free.fr/albarracin_rousselet.htm Arxivat 2016-12-23 a Wayback Machine.;[archive], http://www.lelitteraire.com/?p=22935 [archive]
- «Laurine Rousselet, Immersion », Les carnets de la création par Aude Lavigne, France Culture, du 20 juin 2019.[6]
- Luc Vigier, « Laurine Rousselet, Graver les cris », Quinzaines, no 1217 (1er juillet 2019).